# Dowsprunk
Dowsprunk, również Dowsprung, Dowszprung (zm. między 1219 a 1238) – kunigas i wódz wielkolitewski, starszy brat Mendoga.

## Życiorys
Według XVI-wiecznych kronikarzy litewskich, miał być następcą i synem Ryngolda, wodza litewskiego, który jako pierwszy (ok. 1200 roku) został ogłoszony księciem Litwy, a w 1214 roku wielkim księciem Litwy.
Dowsprunk jest wymieniony w źródłach historycznych tylko raz, przy traktacie pokojowym z księstwem halicko-wołyńskim z 1219 roku. Widnieje tam pośród 21 wczesnych książąt litewskich, jako jeden z pięciu starolitewskich przywódców plemiennych. Pozostali czterej to Żywibund, Dowiat, Mendog i Wilikaił (brat Dowiata), którzy pod przewodnictwem Żywibunda na czas wojny decydowali o polityce Litwinów. Prawdopodobnie też w tym czasie uzyskał decydujący głos w starszyźnie. Z czasem utracił swoją pozycję wśród kunigasów i jego rolę przejął młodszy, bardziej ambitny brat Mendog, który od 1238 roku rozpoczął politykę centralizacji władzy oraz zjednoczenia całej Auksztoty w jeden organizm państwowy.
Ponieważ Dowsprunk jest jedynym znanym bratem Mendoga, siostrzeńcy Mendoga – Edywid i Towciwiłł – są uważani za jego synów. Jeśli ta informacja uzyskałaby potwierdzenie, to Dowsprunk byłby teściem Daniela Halickiego, a także można by mu przypisać małżeństwo z siostrą Wikinta.
Znanym faktem historycznym jest to, że Mendog zabijał własnych krewnych, aby rozszerzyć swoją władzę. Z uwagi na fakt, że Dowsprunk nie jest wymieniony w żadnych źródłach po 1219 roku, niektórzy historycy sugerują, że został zabity przez Mendoga. Teorię ma jednakże obalać fakt, że rzekomi synowie Dowsprunka nadal rządzili swoimi ziemiami w 1248 roku.

## Drzewo genealogiczne
|  |  | Ryngold (?) | Ryngold (?) |  |  |  |  |  |  | N.N. | N.N. |  |  |
|  |  |             |             |  |  |  |  |  |  |      |      |  |  |
|  |  |             |             |  |  |  |  |  |  |      |      |  |  |
|  |  |             |             |  |  |  |  |  |  |      |      |  |  |

|  |  |            |            | Dowsprunk |  |               |               |  |  |
|  |  |            |            |           |  |               |               |  |  |
|  |  |            |            |           |  |               |               |  |  |
|  |  |            |            |           |  |               |               |  |  |
|  |  | Edywid (?) | Edywid (?) |           |  | Towciwiłł (?) | Towciwiłł (?) |  |  |